# Goniopsis pelii
 (juin 2023).
Espèce
Synonymes
- Goniopsis cruentata (Latreille, 1803)

Goniopsis pelii, le Crabe violet des mangroves[réf. nécessaire], est une espèce de crabes de la famille des Grapsidae,.

## Description
Ce crabe a des bandes blanches latérales distinctes sur les pattes. Il a un bord frontal carré, et est poilu sur les pattes. Les pinces sont souvent les plus colorées en violet. La largeur de la carapace est d’environ 5 cm. G. pelii évolue souvent en groupes de nombreux individus, qui creusent des tunnels sous la mangrove, tunnels se recouvrant et se faisant submerger d’eau lors de la marée montante.

## Distribution
Présent de manière généralisée en Afrique de l’Ouest dans le golfe de Guinée, il se retrouve plus précisément sur un sol vaseux à sableux, en eaux saumâtres lagunaires, notamment au milieu de la végétation hélophyte.

## Systématique
Le nom valide complet (avec auteur) de ce taxon est Goniopsis pelii (Herklots, 1851).
L'espèce a été initialement classée dans le genre Grapsus sous le protonyme Grapsus pelii Herklots, 1851,.
Goniopsis pelii a pour synonymes :
- Grapsus pelii Herklots, 1851
- Grapsus simplex Herklots, 1851

## Publication originale
- (la) Janus Adrianus Herklots, Specimen zoographicum inaugurale, continens additamenta ad faunam carcinologicam Africae occidentalis, sive, Descriptiones specierum novarum e Crustacecrum ordine quas in Guinea : collegit vir strenuus H.S. Pel..., Lugduni-Batavorum, Apud J.W. van Leeuwen, 1851, 31 p. (lire en ligne), p. 8-9.